# Energie Cottbus
Der FC Energie Cottbus (vollständiger Name Fußballclub Energie Cottbus e. V.) ist ein Fußballverein aus Cottbus. Er wurde 1963 als SC Cottbus gegründet und 1966 in BSG Energie Cottbus geändert. Im Jahr 1990 wurde die Betriebssportgemeinschaft (BSG) aufgelöst und der Verein in FC Energie Cottbus umbenannt. Seine Vereinsfarben sind seit der Gründung Rot-Weiß.
Die erste Herrenmannschaft spielt seit dem erneuten Aufstieg 2024 in der 3. Liga. Von 2000 bis 2003 sowie von 2006 bis 2009 spielte sie in der Bundesliga, zwischen 1997 und 2014 zudem elf Spielzeiten in der 2. Bundesliga. Im Jahr 2014 stieg Energie Cottbus in die 3. Liga ab, 2016 in die Regionalliga. Auf den Aufstieg in die 3. Liga 2017/18 folgte der direkte Wiederabstieg 2018/19. Seit der Saison 2024/25 spielt der Verein wieder in der 3. Liga.
Als erster Regionalligist erreichte der Verein 1997 das DFB-Pokalfinale gegen den VfB Stuttgart.

## Geschichte

Historisches Motiv einer Ehrennadel von Energie Cottbus

Nach der Saison 1962/63 wurde die gerade aus der DDR-Oberliga abgestiegene Mannschaft des SC Aktivist Brieske-Senftenberg nach Cottbus delegiert und dem dort neu gegründeten SC Cottbus angeschlossen. Als zweite Fußballmannschaft des neuen Sportclubs fungierte in den 1960ern die ausgegliederte, heimische Mannschaft der BSG Lokomotive Cottbus. Ziel des SC Cottbus war es, Talente im Klub zu konzentrieren und den Lokalrivalen ASG Vorwärts Cottbus als stärkste Fußballmannschaft der Stadt abzulösen. Nachdem dieses Vorhaben gescheitert war, wurde die Sektion Fußball 1966 aus dem Sportclub ausgegliedert und der am 31. Januar 1966 neu gegründeten Betriebssportgemeinschaft Energie Cottbus angeschlossen. Den Namen Energie bekam die neue BSG von Bodo Krautz, einem von 450 Lausitzer Sportinteressierten, die an der Namensfindung für die Cottbuser Fußballer bei einem Leserwettbewerb der Lausitzer Rundschau teilnahmen. Der ehemalige Bezirk Cottbus galt mit mehreren Kraftwerken und Braunkohletagebauen als Energieproduzent. Als nach der politischen Wende von 1989 und den damit verbundenen wirtschaftlichen Veränderungen das System der Betriebssportgemeinschaften nicht weitergeführt werden konnte, gründeten Mitglieder der BSG-Sektion Fußball am 1. Juli 1990 den FC Energie Cottbus.

## Sportliche Ereignisse

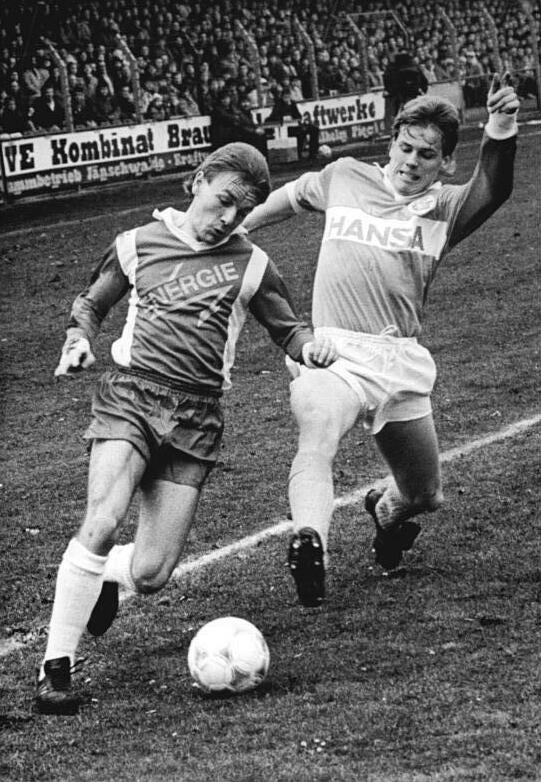
Spiel gegen Hansa Rostock (2:2), 4. März 1989

### 1966–1991: In der DDR

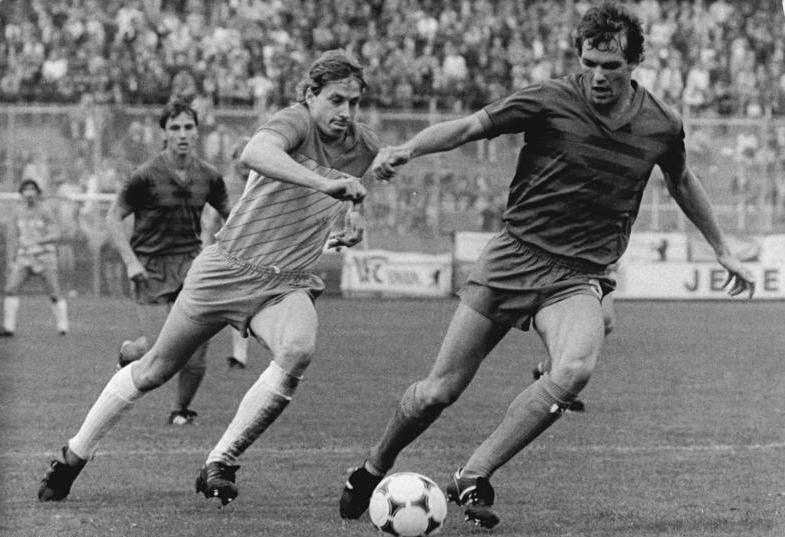
Im September 1986 gegen den 1. FC Union Berlin (1:1)

Vor dem Mauerfall spielte Energie Cottbus 21 Jahre in der DDR-Liga und schaffte für sechs Jahre den Sprung in die DDR-Oberliga. Der erste Aufstieg gelang am 7. Juli 1973, sichergestellt durch ein Tor des späteren Vereinsmanagers Klaus Stabach in der Oberliga-Aufstiegsrunde gegen die ASG Vorwärts Stralsund (Endstand 1:1). Weil Energie die besten Talente per Parteibeschluss permanent zum BFC Dynamo nach Berlin abgeben musste und bei der Neuverpflichtung von Spielern als BSG nur nachrangig behandelt wurde, konnten sich die Lausitzer zumeist nicht in der Oberliga halten. So folgte viermal (1974, 1976, 1982 und 1987) nach dem Aufstieg der direkte Wiederabstieg. Erst 1989 konnte der erste Klassenerhalt bejubelt werden. Ein Meilenstein in der Vereinsgeschichte, der einen wahren Fußball-Boom in Cottbus auslöste. Hinter der SG Dynamo Dresden und dem F.C. Hansa Rostock konnte Energie den dritthöchsten Zuschauerschnitt der DDR aufweisen. Die Saison 1989/90 schloss die Mannschaft als Siebenter ab, was die beste Platzierung von Energie im DDR-Fußball bedeutete und zur erstmaligen Teilnahme am UEFA Intertoto Cup berechtigte. Der Zuschauerschnitt von 11.055 Fans war der zweithöchste dieser letzten DDR-Oberliga-Saison. Die als NOFV-Oberliga ausgetragene Saison 1990/91 im inzwischen wiedervereinigten Deutschland brachte nur den vorletzten Platz.

### 1991–1997: Amateurverein im Pokal-Finale und Aufstieg in den Profi-Fußball
| Saison                                        | Liga | Platz | Tore   | Punkte |
| --------------------------------------------- | ---- | ----- | ------ | ------ |
| 1991/92                                       | OL   | 3     | 102:53 | 52:24  |
| 1992/93                                       | OL   | 3     | 077:49 | 44:20  |
| 1993/94                                       | OL   | 2     | 077:37 | 43:17  |
| 1994/95                                       | RL   | 7     | 054:40 | 38:30  |
| 1995/96                                       | RL   | 3     | 067:23 | 71     |
| 1996/97                                       | RL   | 1     | 080:17 | 82     |
| Grün unterlegt: Aufstieg in die 2. Bundesliga |      |       |        |        |

Durch die Platzierung des Vorjahres verpasste der von BSG Energie mittlerweile zu FC Energie umbenannte Verein den Sprung in den gesamtdeutschen Profifußball und wurde zur Spielzeit 1991/92 in die Amateur-Oberliga, damals die dritthöchste Spielklasse, eingegliedert. Die Oberliga-Saison 1993/94 beendete Energie als Tabellenzweiter und nahm an den Aufstiegsspielen zur 2. Bundesliga teil, da Union Berlin als Meister keine Lizenz für den Profifußball bekam. In der Aufstiegsrunde scheiterte Energie zwar an der Konkurrenz aus Zwickau und Brandenburg, hatte sich aber damit für die neu geschaffene Regionalliga qualifiziert. Zu Beginn der ersten Regionalligasaison verpflichtete Energie Cottbus Eduard Geyer, der sodann eine geradezu unheimliche Serie schaffte. Der FC Energie blieb in 57 Pflichtspielen in Folge ohne Niederlage und beendete die Saison 1996/97 als Tabellenerster mit 82 Punkten. In zwei dramatischen Aufstiegsspielen gegen Hannover 96 setzte sich diese gefestigte Mannschaft gegen den Ex-Bundesligisten überraschend durch und schaffte 1997 den Aufstieg in die 2. Bundesliga. Das Heimspiel in Cottbus wurde durch rassistische Ausfälle einzelner Fans von Energie Cottbus belastet, die den 96-Spielern Otto Addo und Gerald Asamoah rassistische Beleidigungen zuriefen und sie mit Bananen bewarfen. Nur eine Woche danach stand Energie als zweiter Amateurverein in der deutschen Fußball-Geschichte überhaupt im DFB-Pokalfinale im Berliner Olympiastadion, welches dann aber gegen den mit seinem „magischen Dreieck“ (Balakow, Bobic und Élber) angetretenen Bundesligisten VfB Stuttgart mit 0:2 verloren ging.

### 1997–2009: Wechsel zwischen 1. und 2. Bundesliga im „Dreijahresrhythmus“
| Saison                                                                                       | Liga  | Platz | Tore  | Punkte |
| -------------------------------------------------------------------------------------------- | ----- | ----- | ----- | ------ |
| 1997/98                                                                                      | 2. BL | 08    | 38:36 | 45     |
| 1998/99                                                                                      | 2. BL | 11    | 48:42 | 41     |
| 1999/2000                                                                                    | 2. BL | 03    | 62:42 | 58     |
| 2000/01                                                                                      | BL    | 14    | 38:52 | 39     |
| 2001/02                                                                                      | BL    | 13    | 36:60 | 35     |
| 2002/03                                                                                      | BL    | 18    | 34:64 | 30     |
| 2003/04                                                                                      | 2. BL | 04    | 52:44 | 54     |
| 2004/05                                                                                      | 2. BL | 14    | 35:48 | 39     |
| 2005/06                                                                                      | 2. BL | 03    | 49:33 | 58     |
| 2006/07                                                                                      | BL    | 13    | 38:49 | 41     |
| 2007/08                                                                                      | BL    | 14    | 35:56 | 36     |
| 2008/09                                                                                      | BL    | 16    | 30:57 | 30     |
| Grün unterlegt: Aufstiege in die 1. Bundesliga Rot hinterlegt: Abstiege in die 2. Bundesliga |       |       |       |        |

In der Saison 1997/98 gelang Energie Cottbus als Aufsteiger relativ problemlos der Klassenerhalt in der 2. Bundesliga. Energie Cottbus hatte in dieser Zeit begrenzte finanzielle Mittel und setzte diese vergleichsweise erfolgreich ein. Dabei verstärkte der Verein den Fokus auf wenig bekannte Spieler aus dem Balkan und aus dem ehemaligen Ostblock. Drei Jahre nach dem Aufstieg in die 2. Bundesliga gelang Energie mit „Ede“ Geyer der Aufstieg in die Bundesliga. Beim Sprung der Cottbuser ins Fußball-Oberhaus waren Torhüter Tomislav Piplica, Spielmacher Vasile Miriuță, Verteidiger Witold Wawrzyczek sowie der beste Torschütze, Antun Labak, wichtige Schlüsselspieler für den Aufstieg.
Zweimal schaffte der FCE entgegen vielen Prognosen den Klassenerhalt, ehe die Kirch-Krise den deutschen Fußball finanziell erschütterte. Am 6. April 2001 war Energie Cottbus im Spiel gegen den VfL Wolfsburg der erste Bundesliga-Klub, der in seiner Startaufstellung nur ausländische Spieler hatte. Nach einer turbulenten Saison stieg Energie 2003 in die 2. Bundesliga ab.
Ab der Saison 2003/04 spielte Cottbus in der 2. Bundesliga, der Aufstieg in die Bundesliga wurde 2004 mit dem vierten Platz knapp verpasst: Punktgleich mit Mainz 05 scheiterte der FC Energie nur durch eine um sieben Tore schlechtere Tordifferenz. In der folgenden Saison 2004/05 wurde der Abstieg in die Regionalliga unter dem im November 2004 neu installierten Trainer Petrik Sander aufgrund der um ein Tor besseren Tordifferenz gegenüber Eintracht Trier denkbar knapp verhindert. Die Saison 2005/06 stand daraufhin im Zeichen der Abstiegsvermeidung; ein Wiederaufstieg in die Bundesliga war offiziell nicht als Saisonziel ausgegeben worden. Doch am letzten Spieltag sicherte sich die Mannschaft mit einem 3:1 gegen den TSV 1860 München den dritten Tabellenplatz und somit nach drei Jahren die Rückkehr in die erste Bundesliga.
In der Saison 2006/07 spielte Cottbus zeitweise um höhere Plätze als lediglich um den Klassenerhalt. Zu jenem Saisonende war Sergiu Radu mit 14 Toren auf Platz fünf der Torschützenliste der beste Spieler von Cottbus. Der FC Energie sicherte sich den Klassenerhalt in der am Ende knappen Saison mit dem 13. Platz vorzeitig durch ein 2:1 im Heimspiel gegen Bayer 04 Leverkusen. Doch die fünfte Bundesliga-Saison begann unter schwierigeren Vorzeichen. Nach einer 1:2-Heimniederlage gegen den VfL Wolfsburg am sechsten Spieltag der folgenden Saison wurde Trainer Petrik Sander beurlaubt, sein Team hatte bis dato nur zwei Punkte geholt. Wenige Tage später wurde der Slowene Bojan Prašnikar als sein Nachfolger vorgestellt. Am 16. Februar 2008 wurde Bundeskanzlerin Angela Merkel Ehrenmitglied des Vereins. Auch nach dem Rückrundenstart 2007/08 zitterte Energie zunächst, konnte sich aber sogar als einziges Team der Liga mit einem Zu-Null-Sieg beim 2:0 über den Tabellenführer Bayern München behaupten. Am 33. Spieltag der Saison 2007/08 wurde mit einem 2:0-Heimsieg über den HSV der Verbleib in der ersten Liga auf Platz 14 hinter Borussia Dortmund gesichert. Die bisher letzte Bundesliga-Saison 2008/09 beendete der FC Energie Cottbus als 16. auf dem wieder neu eingeführten Relegationsplatz und musste nach zwei Niederlagen gegen den 1. FC Nürnberg, den Drittplatzierten der 2. Bundesliga, absteigen. Der Trainer Bojan Prašnikar löste seinen Vertrag auf und wurde durch Claus-Dieter Wollitz ersetzt.

### 2009–2014: Vorübergehende Etablierung in der 2. Bundesliga
| Saison                                 | Liga  | Platz | Tore  | Punkte |
| -------------------------------------- | ----- | ----- | ----- | ------ |
| 2009/10                                | 2. BL | 9     | 55:49 | 47     |
| 2010/11                                | 2. BL | 6     | 65:52 | 55     |
| 2011/12                                | 2. BL | 140   | 30:49 | 35     |
| 2012/13                                | 2. BL | 8     | 41:36 | 48     |
| 2013/14                                | 2. BL | 180   | 35:59 | 25     |
| Rot hinterlegt: Abstieg in die 3. Liga |       |       |       |        |

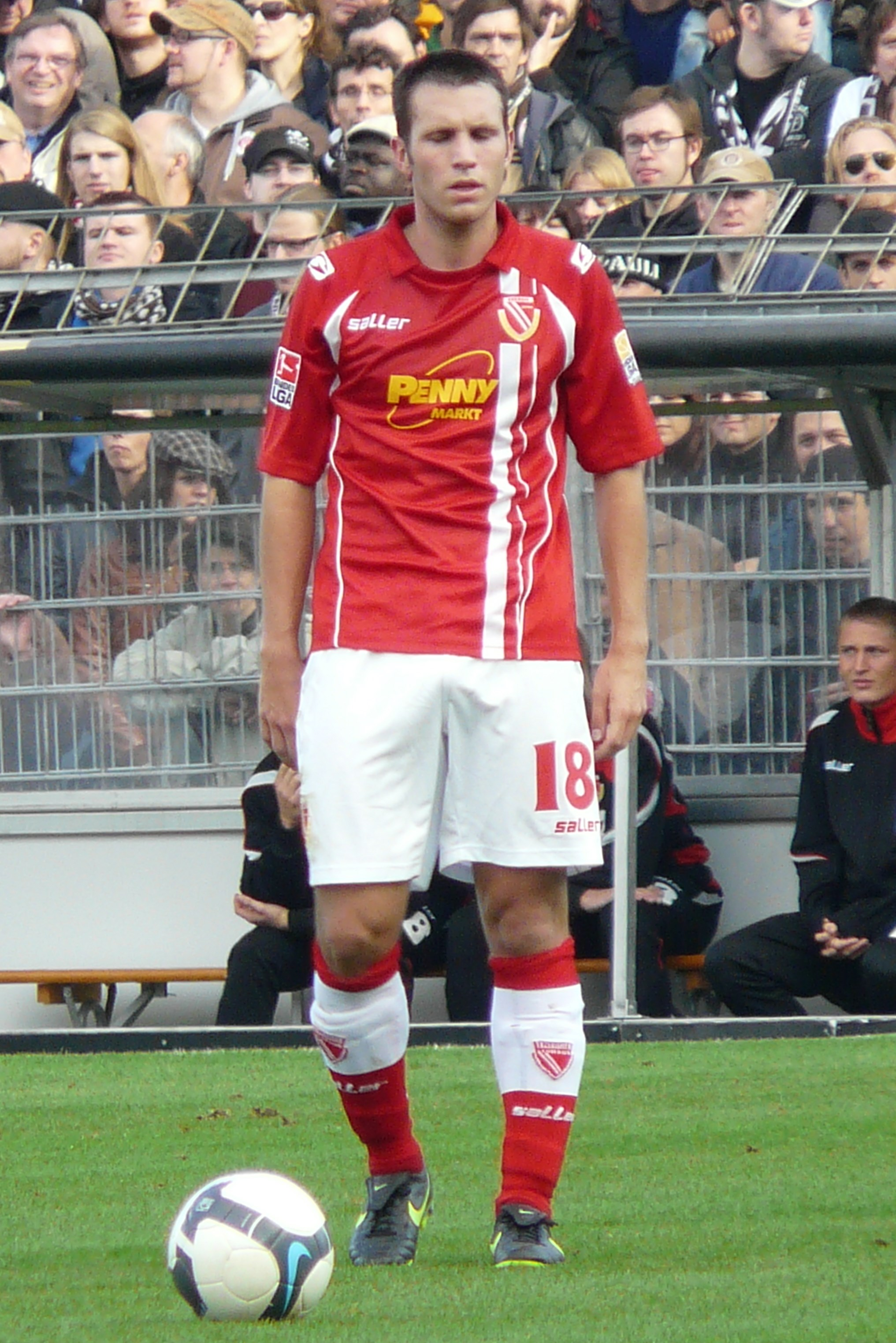
Marc–André Kruska im Trikot von Energie Cottbus (2009)

Nach Verstärkungen in der Sommerpause (unter anderem Markus Brzenska, Marc-André Kruska und Sergiu Radu) erklärte der FC Energie in der Zweitligasaison 2009/10 den sofortigen Wiederaufstieg als offizielles Saisonziel. Zu Beginn wurde Energie den Ansprüchen gerecht und konnte gute Ergebnisse gegen andere Aufstiegsaspiranten erzielen, schließlich spielte der FC Energie im Mittelfeld der Liga und beendete die Saison auf dem neunten Platz.

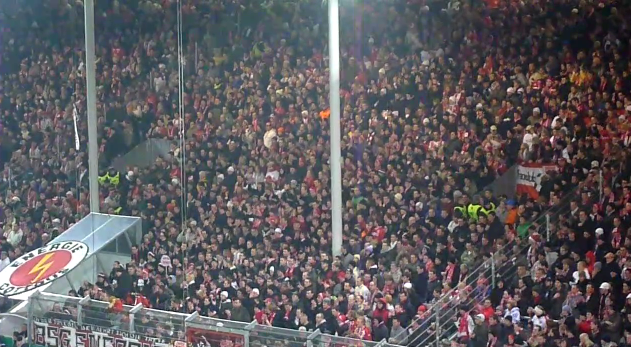
DFB-Pokal Viertelfinale FC Energie Cottbus – TSG 1899 Hoffenheim (1:0), 2011

Die Saison 2010/11 begann torreich, und so stand der Club am sechsten Spieltag auf dem zweiten Tabellenplatz. Die starke Offensive sollte die ganze Saison über halten und sogar Vereinsrekorde einstellen. Es gelang der bisher höchste Sieg des FC Energie Cottbus im Profifußball (6:0 (2:0) gegen den FC Erzgebirge Aue) und mit dem 5:5 (2:4) gegen den Karlsruher SC nach einem 2:5-Rückstand ein bis dahin in der 2. Bundesliga noch nicht gespieltes Ergebnis. Stürmer Nils Petersen entwickelte sich dabei mit 25 Treffern zum Torschützenkönig der Liga; er wurde zum Ende der Saison vom FC Bayern München abgeworben. Eine schwächelnde Defensive war jedoch dafür ausschlaggebend, dass am Saisonende nur der 6. Tabellenplatz erreicht wurde. Im DFB-Pokal wurde in der Saison mit Siegen gegen die Erstligisten SC Freiburg (2:1 H), TSG 1899 Hoffenheim (1:0 H) und VfL Wolfsburg (3:1 A) das Halbfinale erreicht. Dort unterlag der FC Energie jedoch beim MSV Duisburg mit 1:2.
2011/12 unterlag der FC Energie zum Auftakt der Saison in der ersten Runde des DFB-Pokals beim Regionalligisten Holstein Kiel mit 0:3. Damit konnten sie nicht an die erfolgreiche Pokalrunde der Vorsaison anschließen. Auch in der Liga konnte der FC Energie trotz vier Siegen in den ersten fünf Spielen nicht die erhoffte Rolle einnehmen. Nach 17 Spieltagen lag der Verein lediglich auf Rang neun im Mittelfeld der Liga. Trainer Claus-Dieter Wollitz bat daraufhin um die Auflösung seines Vertrags. Er führte sowohl sportliche, wie auch private Gründe als Entscheidungskriterien dafür auf. Sein Nachfolger zum 1. Januar 2012 wurde Rudi Bommer, der vom SV Wacker Burghausen nach Cottbus wechselte. Die Mannschaft beendete nach einer schwachen Rückrunde schließlich auf Platz 14 die Saison. Besonders enttäuschend war dabei, dass die Mannschaft viele Punkte erst in den letzten Minuten verloren hatte (u. a. gegen Fortuna Düsseldorf, FSV Frankfurt und Hansa Rostock) und den Klassenerhalt somit erst am letzten Spieltag sichern konnte.
Am 27. März 2012 gab der Verband Deutscher Sportjournalisten bekannt, dass Energie Cottbus mit der Fair-Play-Trophäe ausgezeichnet wurde. Der Grund für die Auszeichnung war das besonnene Verhalten der Energie-Spieler und Fans am 13. März 2011 im Ligaspiel gegen den VfL Osnabrück, als sich der Osnabrücker Flamur Kastrati während des Spiels am Kopf und der Wirbelsäule verletzte. Die Cottbuser entschieden sich daraufhin keine Offensivaktionen mehr zu starten.
Nach einem soliden Start in die Spielzeit 2013/14 geriet die Mannschaft von Rudi Bommer im Herbst 2013 zunehmend in Abstiegsgefahr. Im Zuge einer 0:1-Heimniederlage gegen den VfL Bochum und dem damit verbundenen Abrutschen auf Tabellenplatz 17 wurde Bommer von den Verantwortlichen entlassen. Als Nachfolger präsentierte der Verein am 6. November 2013 Stephan Schmidt, der zuvor von 2012 bis 2013 für den SC Paderborn 07 verantwortlich gewesen war. Jedoch trat auch unter Schmidt keine Verbesserung ein. Nach neun Spielen wurde Schmidt bereits wieder von seinen Aufgaben entbunden, denn der Club holte mit ihm lediglich einen Punkt durch ein 2:2 beim VfR Aalen. Es übernahm der bisherige Co-Trainer Jörg Böhme. Unter dem ehemaligen Schalker gab es zunächst einen Aufschwung, doch gegen Ende der Saison ging Cottbus die Luft aus, sodass der Abstieg in die 3. Liga feststand. Mit dem neuen Sportlichen Leiter Roland Benschneider und dem neuen Trainer Stefan Krämer wurden Verantwortliche verpflichtet, die den sofortigen Wiederaufstieg gewährleisten sollten.

### 2014–2016: Erneuter Abstieg und Gang in die Regionalliga
| Saison                                      | Liga | Platz | Tore  | Punkte |
| ------------------------------------------- | ---- | ----- | ----- | ------ |
| 2014/15                                     | 3. L | 07    | 50:50 | 56     |
| 2015/16                                     | 3. L | 19    | 32:52 | 41     |
| Rot hinterlegt: Abstieg in die Regionalliga |      |       |       |        |

In der Saison 2014/15 spielte Energie Cottbus in der 3. Liga und belegte am Ende der Saison den siebten Tabellenplatz. Im Landespokal blieb Cottbus bis zum Finale ohne Gegentor, zuvor wurde bereits im Halbfinale mit 2:0 gegen den SV Babelsberg 03 gewonnen. Das Finale fand beim FSV Union Fürstenwalde statt. Nach einer frühen Führung der Heimmannschaft konnte Cottbus zügig durch ein Eigentor ausgleichen. Danach brachten Nikolas Ledgerwood und Tim Kleindienst den FC Energie vor der Halbzeitpause mit 3:1 in Führung. Fürstenwalde gelang in der Nachspielzeit der zweiten Hälfte nur noch der Anschlusstreffer durch einen Foulelfmeter.
Nach zwei Siegen zum Auftakt der Saison 2015/16 war Energie sogar Tabellenführer. Da aus den folgenden sieben Partien aber lediglich zwei Punkte errungen worden sind, erfolgte die Trennung von Trainer Krämer am 19. September 2015. Für die folgenden zwei Spieltage wirkte René Rydlewicz als Interimstrainer, bevor der Verein den ehemaligen Cottbuser Spieler Vasile Miriuță zum neuen Übungsleiter berief. Unter seiner Regie blieb der FC Energie zwölf Spiele in Folge ungeschlagen, kam aber schlussendlich nicht über den 16. Tabellenplatz hinaus, da neunmal remis gespielt wurde. Nach zwei Siegen gegen Holstein Kiel am 29. und gegen den 1. FC Magdeburg am 30. Spieltag folgten hintereinander fünf Spiele ohne eigenes Tor (inklusive eines Nachholspiels). Bereits nach dem vierten torlosen Spiel und dem Absturz auf einen Abstiegsplatz wurde Miriuta von seinen Aufgaben entbunden. Claus-Dieter Wollitz übernahm die schwierige Aufgabe für die letzten fünf Saisonspiele 2015/16. Nach zwei Siegen in vier Spielen kam es am letzten Spieltag der Saison 2015/16 zu Fernduellen mit Werder Bremen II, dem SV Wehen Wiesbaden und den Stuttgarter Kickers, bei denen Cottbus ein Sieg gegen die zweite Mannschaft des 1. FSV Mainz 05 zum Klassenerhalt genügt hätte. Nach einem Gegentor durch Julian Derstroff und den Führungstreffern in den Parallelspielen stand Cottbus auf einem Abstiegsplatz. Zwar konnten sie durch einen Elfmetertreffer und ein weiteres Tor durch Sukuta-Pasu das Spiel wieder drehen, aber nach den Treffern von Fabian Kalig in der 88. und von Marcel Costly in der 90. Minute war das Spiel mit 2:3 entschieden. Da die direkten Konkurrenten Werder Bremen II und Wehen Wiesbaden ihre Spiele gewannen, rutschte Cottbus auf den 19. Tabellenplatz und stand als Absteiger fest. In der Saison 2015/16 war der FC Energie mit lediglich drei Siegen die schwächste Heimmannschaft. Nach 19 Jahren war Cottbus nicht mehr im Profifußball vertreten und ist erstmals in der Vereinsgeschichte viertklassig.
Durch den Vorsaison-Gewinn im Landespokal war Energie für die erste Hauptrunde im DFB-Pokal 2015/16 qualifiziert, wo sie sich dem Bundesligisten 1. FSV Mainz 05 mit 0:3 geschlagen geben mussten. Im nächsten Landespokal-Durchgang kam Cottbus bis ins Viertelfinale, wo die Mannschaft überraschend gegen den unterklassigen FSV 63 Luckenwalde mit 0:1 n. V. ausschied.

### 2016–2024: Zwischenzeitlicher Aufstieg, direkter Wiederabstieg und Zeit in der Regionalliga
| Saison | Liga | Platz | Tore  | Punkte |
| --- | ---- | ----- | ----- | ------ |
| 2016/17 | RLNO | 2     | 58:26 | 66     |
| 2017/18 | RLNO | 1     | 79:14 | 89     |
| 2018/19 | 3. L | 170   | 51:58 | 45     |
| 2019/20 | RLNO | 3     | 53:32 | 45     |
| 2020/21 | RLNO | 9     | 18:19 | 18     |
| 2021/22 | RLNO | 3     | 85:35 | 74     |
| 2022/23 | RLNO | 1     | 65:28 | 70     |
| 2023/24 | RLNO | 1     | 68:37 | 71     |
| Grün hinterlegt: Aufstieg in die 3. Liga Gelb hinterlegt: Teilnahme an der Aufstiegsrelegation Rot hinterlegt: Abstieg in die Regionalliga Kursiv: Saisonabbruch. |      |       |       |        |

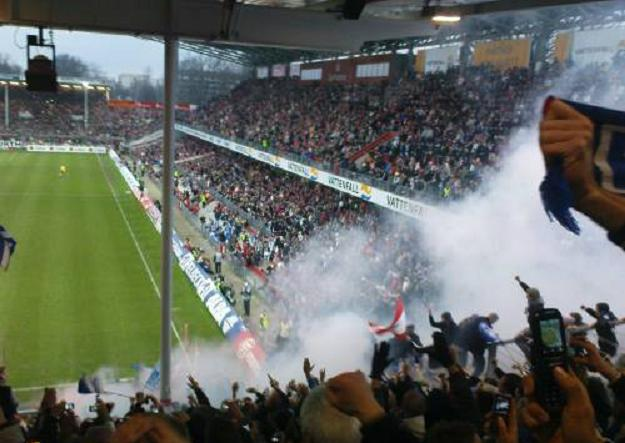
Blick in das Stadion vom Gästeblock aus

Im Mai 2016 kündigte die Vereinsführung an, die zweite Mannschaft des FC Energie Cottbus zum Ende der Saison vom Spielbetrieb abzumelden, da das Verhältnis von Aufwand und Nutzen nicht ausgewogen sei. Die U23-Mannschaft spielte zuletzt in der fünftklassigen Fußball-Oberliga Nordost.
Im Juni legte der Vereinspräsident Wolfgang Neubert sein Amt nieder. Nachfolger wurde Michael Wahlich, Geschäftsführer der Cottbusser Presse Vertrieb OHG. Trotz des Abstiegs wurde der Vertrag mit Wollitz bis 2018 verlängert. Dieser veränderte das Trainerteam, indem er Krystian Kalinowski als Torwarttrainer von der TSG Neustrelitz holte und die Verträge mit den Co-Trainern Sebastian Abt und Frank Eulberg verlängerte. Dennoch musste der Kader grundlegend umgestaltet werden. So gingen u. a. Leistungsträger wie Fabio Kaufmann, Daniel Lück, Torsten Mattuschka, Sven Michel und Richard Sukuta-Pasu. Im Gegenzug konnte bei Philipp Knechtel und Malte Karbstein der Vertrag verlängert bzw. auf die Profimannschaft ausgedehnt werden. Außerdem verpflichtete Energie Cottbus mehrere Spieler, die bereits Erfahrung mitbrachten, wie Alexander Meyer, Benjamin Förster, Marc Stein, Tim Kruse und Marcel Baude.
Durch die im Mai 2016 gestartete private Initiative „WIR – jetzt erst recht“ wurde versucht, für den Verein zu werben, um so die Mitgliederzahl und Dauerkartenzahl zu erhöhen und Sponsorenverträge zu bekommen. Viele bisherige Sponsoren blieben Energie Cottbus treu. Unterstützt durch die Initiative wurden nach dem Abstieg mindestens 600 neue Mitglieder gewonnen.
Als Ziel für die neue Regionalliga-Saison 2016/17 war der Wiederaufstieg angepeilt worden. Dennoch startete Energie Cottbus mit drei Unentschieden sowie einer Niederlage und hatte noch Probleme, sich als neue Mannschaft zu finden. Nach vier Spieltagen befand man sich auf dem 14. Tabellenplatz. Danach folgten vier Siege, darunter ein 4:0 gegen den VfB Auerbach. Am 9. Spieltag traf man auf den mit acht Siegen führenden Spitzenreiter FC Carl Zeiss Jena, dem man ein 0:0-Unentschieden abtrotzen konnte. Mit zwei folgenden Siegen blieb Cottbus in der Erfolgsspur und wurde nach sieben Spielen erstmals wieder geschlagen, als es am 12. Spieltag gegen den direkten Konkurrenten Berliner AK 07 verlor. Während des Trainings zog sich Stammtorhüter Alexander Meyer, der bis dahin nur sieben Gegentore kassiert und siebenmal zu Null gespielt hatte, ein Innenbandriss im rechten Knie zu und wurde fortan von Nachwuchskeeper Avdo Spahić ersetzt. Anschließend gelangen Energie Cottbus wieder drei Siege bei 7:1 Toren. Im weiteren Verlauf der Saison blieb Cottbus in der Verfolgerposition hinter dem Erstplatzierten Jena. Nach einem 3:1-Sieg gegen den Konkurrenten am 26. Spieltag war man auf fünf Punkte herangekommen, musste dann aber nach mehreren Unentschieden abreißen lassen. Energie beendete die Saison 2016/17 mit 66 Punkten auf Rang 2 hinter Jena und verpasste somit den direkten Wiederaufstieg. Im Landespokal sicherte sich Cottbus nach einem 2:0-Sieg im Finale gegen den FSV 63 Luckenwalde das Ticket für die erste Runde im DFB-Pokal 2017/18. Torschützenkönig im Pokal wurde Benjamin Förster mit acht Treffern.

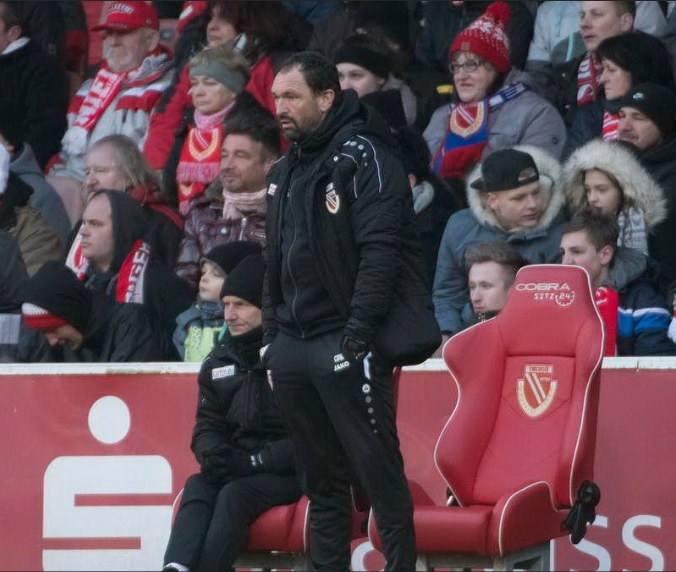
Claus-Dieter Wollitz bei einem Freundschaftsspiel gegen den 1. FC Magdeburg im Januar 2018

Zur neuen Regionalliga-Saison 2017/18 konnten die Leistungsträger der letzten Spielzeit gehalten werden. Der Kader wurde punktuell gestärkt, so zum Beispiel mit Maximilian Zimmer vom Berliner AK 07, der zum Standardschützen avancierte. Cottbus startete sehr gut in die Saison. Am ersten Spieltag siegte man bei der TSG Neustrelitz mit 4:0. Es folgten acht weitere Siege bei einem Torverhältnis von 24:2. Erst am 10. Spieltag kam es gegen 1. FC Lokomotive Leipzig zu einem torlosen Unentschieden. Nach drei Siegen in Folge spielte Cottbus gegen Wacker Nordhausen zum zweiten Mal nur unentschieden. Zur Winterpause führte Energie mit 50 Punkten aus 18 Spielen sowie einem Torverhältnis von 47:5 die Regionalliga Nordost an. Der Zweitplatzierte BFC Dynamo hatte einen Rückstand von 14 Punkten. Am 28. März 2018 kassierte die Mannschaft in einem Nachholspiel vom 22. Spieltag mit einem 1:2 beim ZFC Meuselwitz die erste und einzige Saisonniederlage. Mit 89 Punkten und einem Torverhältnis von 79:14 schloss Cottbus die Saison unangefochten als Tabellenerster ab. Zugleich brach Cottbus damit den Rekord für die höchste Punktzahl in der Regionalliga seit Einführung der fünfgleisigen Regionalliga in 2012. Wacker Nordhausen, der die Saison auf dem zweiten Tabellenplatz abgeschlossen hatte, wies einen Rückstand von 31 Punkten auf. In den Aufstiegsspielen zur 3. Liga traf Energie auf den Meister der Regionalliga Nord, den SC Weiche Flensburg 08. Das Hinspiel gewann Energie mit 3:2, sodass das 0:0 im Rückspiel für den Aufstieg in die 3. Liga reichte.
Im DFB-Pokal, für den man sich durch den Gewinn des Landespokals qualifiziert hatte, scheiterte Cottbus dramatisch gegen den VfB Stuttgart in der 1. Runde. Vor 17.516 Zuschauern traf Fabio Viteritti bereits in der 5. Minute nach einem misslungenen Rückpass von Benjamin Pavard zur 1:0-Führung. In einem temporeichen Spiel verwandelte Maximilian Zimmer einen Freistoß in der 28. Minute zum 2:0. Nach der Halbzeitpause kam Stuttgart mit Schwung aus der Kabine und erzielte in der 49. Minute durch Josip Brekalo das 2:1. Der Ausgleich fiel nach 77 Minuten durch ein Eigentor von José-Junior Matuwila. In der Verlängerung kam Cottbus zu mehreren guten Chancen, konnte sie aber nicht nutzen. Auch der Stuttgarter Daniel Ginczek scheiterte an Alexander Meyer. Im Elfmeterschießen trafen die jeweils ersten drei Schützen. Nach Treffer von Brekalo traf Ziegenbein nur den Pfosten. Im Gegenzug hielt Meyer den Schuss von Berkay Özcan. Benjamin Förster rutschte bei seinem Schussversuch aus, womit die Niederlage von Cottbus besiegelt war.
In der Saison 2018/19 startete Energie Cottbus mit zwei Siegen und einem Unentschieden und stand nach dem dritten Spieltag sogar auf dem ersten Tabellenplatz, danach folgten jedoch sieben sieglose Partien und der Absturz auf den 18. Platz. Am letzten Spieltag reichte ein Unentschieden beim punktgleichen Konkurrenten Eintracht Braunschweig, der sich mit einer um ein Tor besseren Tordifferenz den Klassenerhalt sicherte, nicht für den Klassenerhalt, da die SG Sonnenhof Großaspach und der FC Carl Zeiss Jena, die vor dem Spieltag hinter den Cottbusern die Plätze 16 und 17 belegten, ihre Spiele jeweils gewinnen konnten. Auch im DFB-Pokal startete Cottbus als Drittligist schwungvoll gegen den Erstligisten SC Freiburg. Zunächst hatte Marcelo Freitas Cottbus in der 47. Minute in Führung gebracht, bis Freiburg sich mit einem späten Tor von Mike Frantz in die Verlängerung rettete. Hier konnte Nils Petersen mit einem Foulelfmeter zunächst vorlegen, bis Cottbus nach einem starken Solo von Fabio Viteritti ausglich. Im Elfmeterschießen behielt Freiburg die Nerven und konnte das Spiel am Ende mit 5:3 für sich entscheiden. Wie schon im Vorjahr ist Cottbus damit in der ersten Runde des DFB-Pokals im Elfmeterschießen gegen einen Erstligisten ausgeschieden.
Nach dem erneuten Abstieg in die Regionalliga, 22 Abgängen, 16 Neuzugängen und vielen Spielern aus der A-Jugend, stellte Cheftrainer Claus-Dieter Wollitz eine überdurchschnittlich junge Mannschaft um die verbliebenen Leistungsträger und Identifikationsfiguren, Felix Geisler und Kapitän Dimitar Rangelow zusammen. Nach anfänglichen Schwierigkeiten positionierte sich der FCE zur Winterpause, in der Wollitz den Verein zum 1. FC Magdeburg verließ, auf dem ersten Tabellenplatz. Interne Unstimmigkeiten zwischen Vereinsführung, Gremien und Cheftrainer hatten in der Hinrunde zu einem Zerwürfnis geführt, das Wollitz öffentlich angesprochen hatte. Kurz darauf verließen auch Präsident Werner Fahle und Co-Trainer René Renno, ebenfalls zum 1. FC Magdeburg, den Verein. Die offenen Posten wurden intern durch den vormaligen Trainer der U19 Sebastian Abt (Cheftrainer), den Leiter des NLZ  Sebastian König (sportlicher Leiter) und das Verwaltungsratsmitglied Matthias Auth (Präsident) besetzt. Unter Abt holte die Mannschaft nur sechs Punkte aus fünf Spielen, wodurch Cottbus nach 25 Spieltagen auf Platz drei abrutschte. Bedingt durch die COVID-19-Pandemie wurde die Saison in der Mitte der zweiten Saisonhälfte abgebrochen. Aufgrund einer Quotientenregel wurde schließlich der 1. FC Lokomotive Leipzig zum Meister gekürt. Im DFB-Pokal 2019/20 verlor Cottbus das Erstrunden-Spiel gegen den späteren Pokalsieger Bayern München vor heimischen Publikum mit 3:1.
Nach dem verpassten Aufstieg in die 3. Liga und dem schlechten Saisonstart in die Regionalliga Nordost 2020/21, mit lediglich 3 Punkten aus den ersten 5 Partien, entschied sich der Verein, Sebastian Abt von seinen Aufgaben zu entbinden. Im September 2020 wurde Dirk Lottner, der zuvor unter anderem die Mannschaft des 1. FC Saarbrücken erfolgreich trainiert hatte, neuer Cheftrainer. Nach neun Pflichtspielen verließ er die Lausitzer bereits wieder im April 2021. Auch diese Saison war von der COVID-19-Pandemie geprägt und wurde noch vor Ende der Hinrunde abgebrochen.
Zur Saison 2021/22 wurde Claus-Dieter Wollitz zum dritten Mal als Trainer verpflichtet. Zum Saisonende erreichte Energie mit 74 Punkten den dritten Tabellenplatz. Im Finale des Landespokals konnte der Verein sich mit einem 2:0-Sieg gegen den VfB Krieschow durchsetzen, wodurch die Cottbuser sich für die erste Runde des DFB-Pokals 2022/23 qualifizierten. Dort unterlag Energie in der ersten Runde vor 20.078 Zuschauern Werder Bremen mit 1:2, wobei Tim Heike in der 79. Spielminute den Anschlusstreffer erzielte.
In die Regionalliga-Saison 2022/23 startete der FC Energie mit elf Punkten auf den ersten sieben Spielen und belegte den achten Tabellenplatz. Durch fünf Siege in Folge kletterte der Verein bis auf Rang 2 mit nur noch zwei Punkten Rückstand auf den Berliner AK. Danach lieferten sich die Cottbuser ein Kopf-an-Kopf-Rennen um den ersten Platz mit dem FC Rot-Weiß Erfurt, der in der Vorsaison aus der Oberliga aufgestiegen war. Nach dem 28. Spieltag belegten beide Mannschaften mit gleicher Anzahl an Punkten, Toren und Gegentoren gleichzeitig den Spitzenrang. Da die Erfurter zwei der drei darauf folgenden Spiele nicht gewinnen konnten, konnten die Cottbuser ihren Vorsprung auf vier Punkte ausbauen.
Am 32. Spieltag kam es zum direkten Aufeinandertreffen zwischen dem FC Energie und dem FC Rot-Weiß, das Spiel endete 1:1. Dieses Spiel verfolgten 18674 Zuschauer im Stadion der Freundschaft (Cottbus), was einen neuen Vereinsrekord für Cottbus in der Regionalliga darstellte. Am vorletzten Spieltag sicherten sich die Cottbuser durch einen 1:0-Sieg gegen den SV Babelsberg 03 mit nun sechs Punkten Vorsprung auf Erfurt die Meisterschaft in der Regionalliga. Am 3. Juni 2023 konnte man nach einem 4:1-Sieg gegen den FSV 63 Luckenwalde zum zweiten Mal in Folge den Brandenburgischen Landespokal gewinnen. In der Relegation um den Aufstieg in die 3. Liga scheiterten die Cottbuser am Meister der Regionalliga Bayern, der SpVgg Unterhaching. Dadurch musste Energie – trotz gewonnener Meisterschaft – die fünfte Saison in Folge in der Regionalliga-Nordost verbleiben.

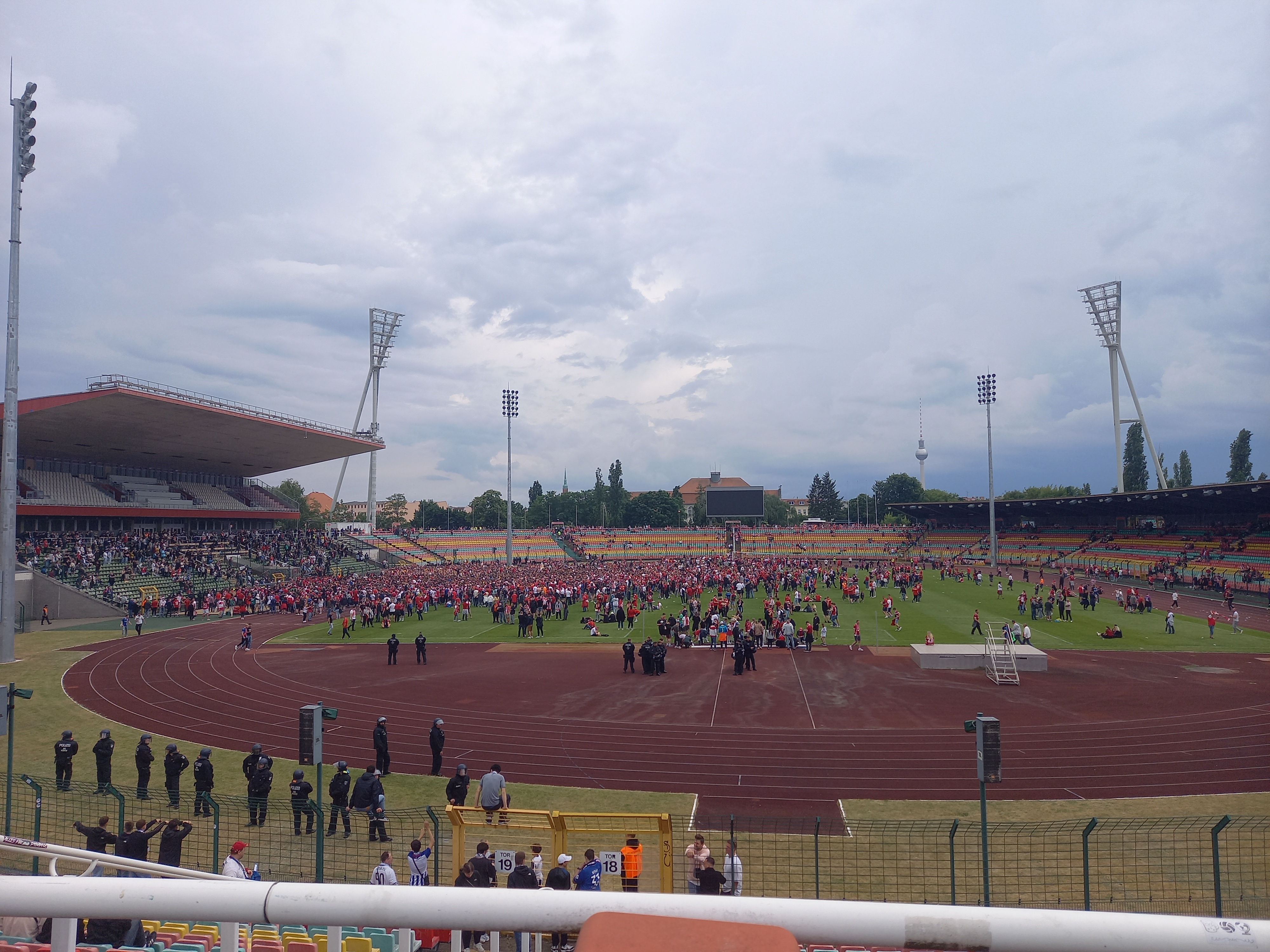
Aufstiegsfeier der Cottbuser Fans beim letzten Spiel der Saison 2023/2024 im Berliner Friedrich-Ludwig-Jahn-Sportpark.

Im DFB-Pokal 2023/24 schied Energie Cottbus nach einer 0:7-Niederlage gegen den SC Paderborn 07 in der ersten Runde aus. In die Regionalliga-Saison starteten die Cottbuser mit einem Unentschieden und einer Niederlage; durch sieben Siege in den folgenden acht Spielen konnte die Mannschaft sich jedoch bis auf den ersten Tabellenplatz vorarbeiten. Im weiteren Saisonverlauf kämpfte Cottbus mit dem Greifswalder FC und dem BFC Dynamo um den Aufstiegsplatz. Im Winter 2023 mussten mehrere Spiele der Cottbuser nach starken Schneefällen verlegt werden, wodurch die Cottbuser die Winterpause auf dem vierten Tabellenplatz verbrachten. Sie hatten zu diesem Zeitpunkt jedoch ein Spiel weniger als der drittplatzierte FC Viktoria 1889 Berlin absolviert; die Hinrunde schlossen die Cottbuser mit 32 Punkten als Tabellendritter ab.
In der Rückrunde konnten die Cottbuser zwölf Spiele gewinnen; unter anderem gegen die direkten Konkurrenten Greifswald und BFC Dynamo. Mit 39 Punkten war Energie das beste Rückrundenteam, am letzten Spieltag der Saison am 19. Mai 2024 wurde mit einem 2:0-Sieg gegen Hertha BSC II der Aufstieg in die 3. Fußball-Liga perfekt gemacht. Am 25. Mai 2024 entschieden die Cottbuser mit einem 3:1-Sieg gegen Babelsberg auch das Finale des Brandenburgpokals für sich.

### Seit 2024: Rückkehr in die 3. Liga
| Saison  | Liga | Platz | Tore  | Punkte |
| ------- | ---- | ----- | ----- | ------ |
| 2024/25 | 3. L | 4     | 64:54 | 62     |

In der Sommerpause verließen den Verein mit Tim Heike zum FC Ingolstadt und Jonas Hildebrandt in den eigenen Trainerstab der Top-Torschütze und der Kapitän der Vorsaison. Im Gegenzug verstärkte sich Cottbus mit Tolcay Ciğerci (VSG Altglienicke), Henry Rorig (VfL Osnabrück) und Lucas Copado (LASK). Die Vorbereitung verlief durchwachsen und wurde mit einer 0:3 Niederlage gegen den Ligakonkurrenten Hannover 96 II beendet. In die Drittligasaison 2024/25 starteten die Cottbuser mit zwei Niederlagen gegen die späteren Aufsteiger Arminia Bielefeld und Dynamo Dresden sowie einem 2:1-Sieg gegen Alemannia Aachen in den ersten drei Spielen. Von den folgenden neun Spielen konnten die Cottbuser sechs gewinnen, was nach einem 5:1-Sieg gegen den TSV 1860 München am 12. Spieltag die Tabellenführung brachte. Die Hinrunde beendete Energie Cottbus mit 37 Punkten auf dem zweiten Tabellenplatz.
In die Rückrunde starteten die Cottbuser mit einem Auswärtssieg bei Arminia Bielefeld und konnten damit erneut die Tabellenführung übernehmen. Erst nach der 1:2 Heimniederlage am 26. Spieltag gegen den VfL Osnabrück mussten sie die Tabellenführung wieder an Dynamo Dresden abgeben. Nachdem Energie von den folgenden zwölf Spielen nur drei gewinnen konnte, rutschte die Mannschaft bis zum 36. Spieltag auf den fünften Platz ab, eroberte jedoch durch einen 3:1-Sieg am folgenden vorletzten Spieltag gegen Hansa Rostock den Relegationsplatz zurück. Am letzten Spieltag verloren die Cottbuser ihr Spiel gegen den FC Ingolstadt 04 mit 1:4, während der vor dem Spieltag punktgleiche 1. FC Saarbrücken sein Spiel mit 2:1 gewinnen konnte. Dadurch verpasste Energie Cottbus die Relegation, konnte sich aber noch für die Teilnahme am DFB-Pokal 2025/26 qualifizieren. Im Brandenburgischen Landespokal war das Team im Halbfinale im Elfmeterschießen gegen den RSV Eintracht 1949 ausgeschieden.

## Ligazugehörigkeit

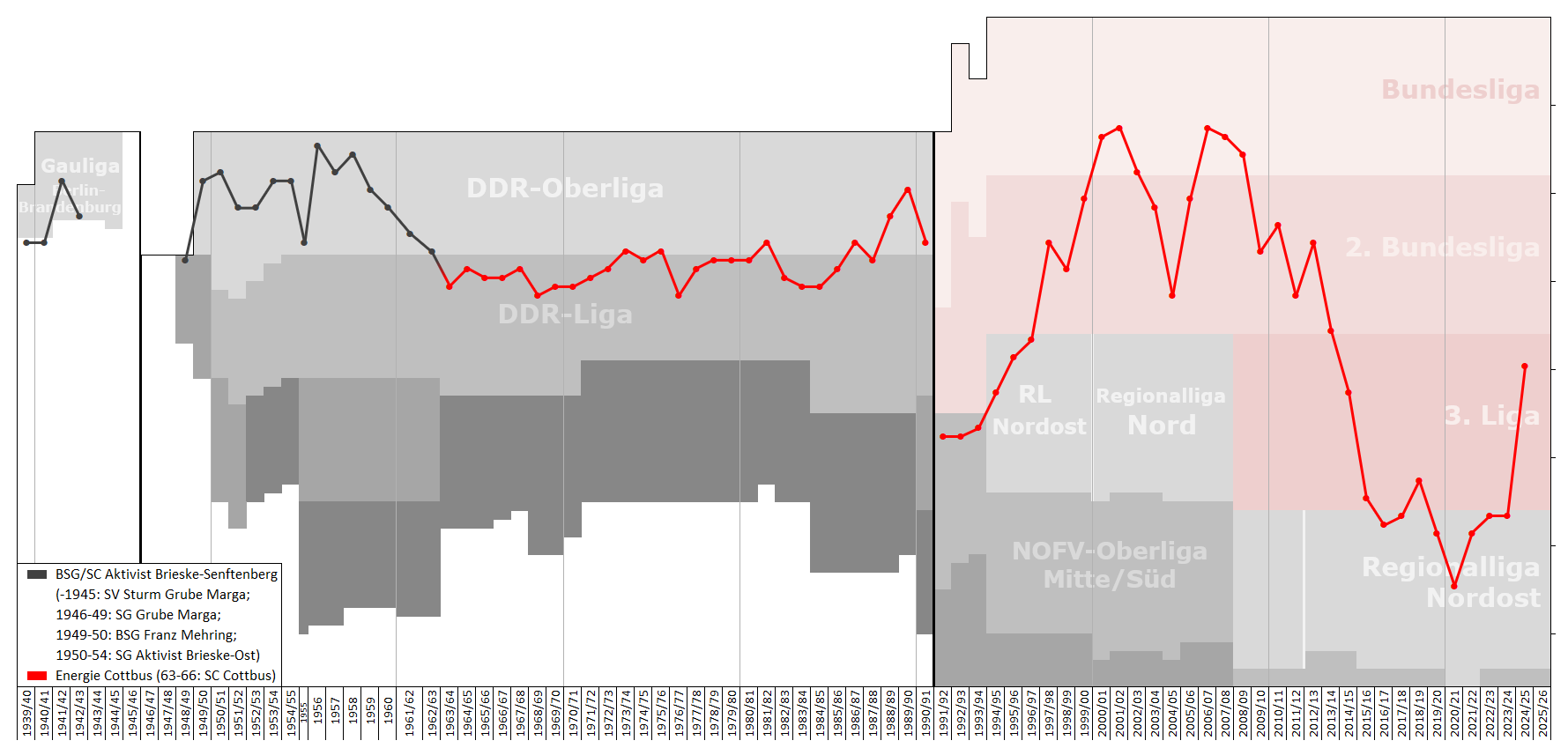
Historische Tabellenplatzierungen von Energie Cottbus im Fußball-Ligasystem in der DDR und in Deutschland

Das Auf- und Abstiegsverhalten von Energie ist – obwohl in den bundesweiten Medien kaum wahrgenommen – bei einigen Fans als Dreijahresregel bekannt geworden. Der Klub schaffte es im Zeitraum 1988 bis 2009 insgesamt sechsmal, genau alle drei Jahre entweder auf- oder abzusteigen. Diese Regel hielt 25 Jahre an. Erst in der Spielzeit 2011/12 wurde der Rhythmus durchbrochen, nachdem zum dritten Mal hintereinander der Klassenerhalt in der 2. Bundesliga gelang.
| Spielzeiten | Dauer | Ebene | Liga                                                                             |
| ----------- | ----- | ----- | -------------------------------------------------------------------------------- |
| 1987/88     | 1     | 2     | DDR-Liga, Staffel A                                                              |
| 1988–1991   | 3     | 1     | DDR-Oberliga bzw. die vom DFB als gleichwertig eingestufte NOFV-Oberliga Nordost |
| 1991–1994   | 3     | 3     | Am.-Oberliga Nordost Mitte                                                       |
| 1994–1997   | 3     | 3     | Regionalliga Nordost                                                             |
| 1997–2000   | 3     | 2     | 2. Bundesliga                                                                    |
| 2000–2003   | 3     | 1     | Bundesliga                                                                       |
| 2003–2006   | 3     | 2     | 2. Bundesliga                                                                    |
| 2006–2009   | 3     | 1     | Bundesliga                                                                       |
| 2009–2014   | 5     | 2     | 2. Bundesliga                                                                    |
| 2014–2016   | 2     | 3     | 3. Liga                                                                          |
| 2016–2018   | 2     | 4     | Regionalliga Nordost                                                             |
| 2018–2019   | 1     | 3     | 3. Liga                                                                          |
| 2019–2024   | 5     | 4     | Regionalliga Nordost                                                             |
| seit 2024   |       | 3     | 3. Liga                                                                          |

## Erfolge
- Aufstieg in die Bundesliga: 2000, 2006
- Aufstieg in die DDR-Oberliga: 1973, 1975, 1981, 1986, 1988
- 2. Platz in der DDR-Oberliga: 1956 (als SC Aktivist Brieske-Senftenberg)
- 3. Platz in der DDR-Oberliga: 1958 (als SC Aktivist Brieske-Senftenberg)
- Aufstieg in die 2. Bundesliga: 1997 (Regionalligameister)
- Aufstieg in die 3. Liga: 2018, 2024 (Regionalligameister)
- DFB-Pokal-Finalist: 1997
- Brandenburgischer Landespokalsieger: 1995, 1996, 1997, 1998 (U23), 2000 (U23), 2015, 2017, 2018, 2019, 2022, 2023, 2024
- NOFV-Vereinspokal-Sieger: 2011 (U17)

In der ewigen Tabelle der Bundesliga belegt Energie Cottbus mit 211 Punkten den 35. Platz von 58 Mannschaften, in der ewigen Tabelle der 2. Fußball-Bundesliga mit 505 Punkten den 39. Platz von 127 Mannschaften. Die ewige Tabelle der 3. Fußball-Liga listet Energie Cottbus auf Platz 44 von 67 Mannschaften. In der ewigen Tabelle der Fußball-Regionalliga (seit 2012) liegt Energie Cottbus auf Platz 7 (Stand: Saisonende 2023/24). Im direkten Pflichtspielvergleich der Mannschaften Energie Cottbus und Hertha BSC zeigt sich eine Bilanz von 7:6 für die Lausitzer (Stand: 24. Juni 2024).

## Ehrungen
- 1996, 1997, 1999, 2000, 2001, 2006, 2018: Mannschaft des Jahres von Brandenburg[19]

## Profimannschaft

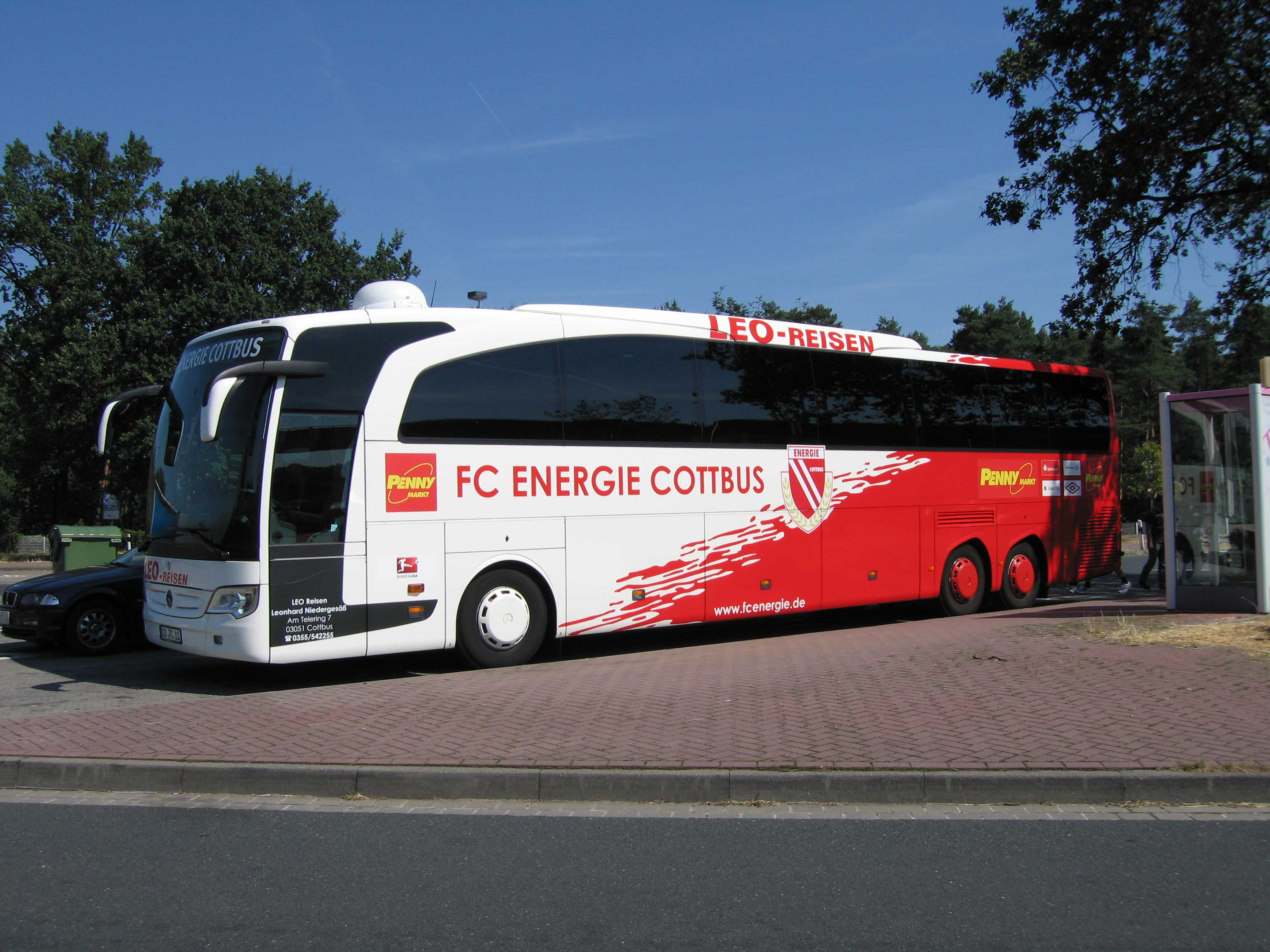
Mannschaftsbus Mercedes-Benz O 580

### Kader 2025/26
- Stand: 31. Juli 2025[20]

| Nr.        | Nat.               | Spieler                 | Geb.-Dat.     | Im Verein seit | letzter Verein                    |
| Tor        | Tor                | Tor                     | Tor           | Tor            | Tor                               |
| ---------- | ------------------ | ----------------------- | ------------- | -------------- | --------------------------------- |
| 01         | Deutschland        | Alexander Sebald        | 27. Juli 1996 | 2022           | SV Rödinghausen                   |
| 12         | Deutschland        | Elias Bethke            | 21. März 2003 | 2016           | SV Grün-Weiss Brieselang [Jugend] |
| 30         | Deutschland        | Max Böhnke              | 16. Aug. 2003 | 2025           | TSV Aubstadt                      |
| Abwehr     |                    |                         |               |                |                                   |
| 03         | Deutschland        | Henry Rorig             | 3. März 2000  | 2024           | VfL Osnabrück                     |
| 04         | Deutschland        | Tim Campulka            | 28. Apr. 1999 | 2023           | Chemnitzer FC                     |
| 15         | Deutschland        | Dennis Duah             | 26. Aug. 2003 | 2025           | Dynamo Dresden                    |
| 20         | Deutschland        | Axel Borgmann           | 8. Juli 1994  | 2019           | VVV-Venlo                         |
| 21         | Gambia             | Leon Guwara             | 28. Juni 1996 | 2025           | FC Ingolstadt 04                  |
| 23         | Deutschland        | Nyamekye Awortwie-Grant | 7. Aug. 2000  | 2025           | Stuttgarter Kickers               |
| 27         | Deutschland        | Dennis Slamar           | 8. Sep. 1994  | 2022           | FC Carl Zeiss Jena                |
| Mittelfeld |                    |                         |               |                |                                   |
| 05         | Deutschland        | Dominik Pelivan         | 8. Juni 1996  | 2023           | Chemnitzer FC                     |
| 06         | Deutschland        | Jonas Hofmann           | 7. Feb. 1997  | 2020           | FC Schalke 04 II                  |
| 08         | Litauen            | Lukas Michelbrink       | 15. Apr. 2005 | 2025           | Hertha BSC II                     |
| 10         | Turkei             | Tolcay Ciğerci          | 24. Jan. 1995 | 2024           | VSG Altglienicke                  |
| 13         | Deutschland        | Erik Tallig             | 10. Jan. 2000 | 2025           | SSV Jahn Regensburg               |
| 17         | Syrien             | Can Moustfa             | 19. Nov. 2004 | 2024           | FC Cosmos Koblenz                 |
| 19         | Griechenland       | Jannis Boziaris         | 10. Apr. 2003 | 2025           | FC-Astoria Walldorf               |
| 22         | Deutschland        | Theo Ogbidi             | 2. Feb. 2001  | 2025           | 1. FC Lokomotive Leipzig          |
| 32         | Deutschland        | Finn HeidrichU19        | 24. Okt. 2006 | 2016           | Kahrener SV [Jugend]              |
| 36         | Deutschland        | Janis Juckel            | 29. Juli 2004 | 2017           | FSV Bernau [Jugend]               |
| Sturm      |                    |                         |               |                |                                   |
| 07         | Deutschland        | Timmy Thiele            | 31. Juli 1991 | 2023           | Viktoria Köln                     |
| 09         | Albanien           | Romarjo Hajrulla        | 1. Dez. 1998  | 2024           | FC Rot-Weiß Erfurt                |
| 11         | Deutschland        | Moritz Hannemann        | 9. Apr. 1998  | 2025           | Würzburger Kickers                |
| 18         | Deutschland        | Erik Engelhardt         | 18. Apr. 1998 | 2025           | VfL Osnabrück                     |
| 25         | Deutschland        | Ted Tattermusch         | 8. Mai 2001   | 2025           | FC Carl Zeiss Jena                |
| 31         | Vereinigte Staaten | Justin Butler           | 23. März 2001 | 2025           | SV Sandhausen                     |

### Wechsel der Saison 2025/26
Stand: 14. August 2025
| Zugänge | Abgänge |
| Sommerpause 2025 | Sommerpause 2025 |
| --- | --- |
| - Nyamekye Awortwie-Grant (Stuttgarter Kickers) - Max Böhnke (TSV Aubstadt) - Jannis Boziaris (FC-Astoria Walldorf) - Justin Butler (SV Sandhausen) - Dennis Duah (Dynamo Dresden; Leihe) - Leon Guwara (FC Ingolstadt 04) - Moritz Hannemann (Würzburger Kickers) - Finn Heidrich (eigene Jugend) - Lukas Michelbrink (Hertha BSC II; Leihe) - Can Moustfa (Rot Weiss Ahlen; Leihende) - Theo Ogbidi (1. FC Lokomotive Leipzig) - Ted Tattermusch (FC Carl Zeiss Jena) | - Niko Bretschneider (1. FC Saarbrücken) - Lucas Copado (LASK; Leihende) - Phil Halbauer (SV Sandhausen) - Tobias Hasse (Vertragsende; Ziel unbekannt) - Edgar Kaizer (Greifswalder FC) - Maximilian Krauß (Hansa Rostock) - Filip Kusić (Vertragsende; Ziel unbekannt) - Paul Milde (Dynamo Dresden II) - Yannik Möker (Vertragsende; Ziel unbekannt) - Maximilian Oesterhelweg (Vertragsende; Ziel unbekannt) - Karl Pischon (VFC Plauen) - Maximilian Pronitschew (Vertragsende; Ziel unbekannt) - Joshua Putze (Vertragsende; Ziel unbekannt) - Jan Shcherbakovski (BFC Dynamo) |

### Aktueller Trainerstab
- Stand: 16. Juni 2024

| Name                 | Nationalität | Geburtsdatum       | Funktion          |
| -------------------- | ------------ | ------------------ | ----------------- |
| Claus-Dieter Wollitz | Deutschland  | 19. Juli 1965      | Cheftrainer       |
| Tobias Röder         | Deutschland  | 19. September 1997 | Co-Trainer        |
| Jonas Hildebrandt    | Deutschland  | 8. Dezember 1996   | Co-Trainer        |
| Marvin-Gordon Jahn   | Deutschland  | 28. Januar 2001    | Torwarttrainer    |
| Anton Wittmann       | Deutschland  | 21. August 1994    | Torwarttrainer    |
| Gianluca Fratenali   | Italien      | 1. Juni 1992       | Fitnesstrainer    |
| Tim Schneider        | Deutschland  | 19. Oktober 1989   | Fitnesstrainer    |
| André Günther        | Deutschland  | 28. Oktober 1980   | Mannschaftsleiter |

## Bekannte ehemalige Spieler
| - Bruno Akrapović - Efstathios Aloneftis - Çağdaş Atan - Steffen Baumgart - Christian Beeck - Gregg Berhalter - Franklin Bittencourt - Jürgen Gjasula - Andy Hebler - Steffen Heidrich | - Sebastian Helbig - Faruk Hujdurović - Detlef Irrgang - Emil Jula - Andrzej Juskowiak - Radosław Kałużny - Jiří Kaufman - Tim Kleindienst - Andrzej Kobylański - Toralf Konetzke | - Antun Labak - Zsolt Lőw - Streli Mamba - Martin Männel - Torsten Mattuschka - Kevin McKenna - Jens Melzig - Sven Michel - Vasile Miriuță - Vlad Munteanu | - Nils Petersen - Tomislav Piplica - Sergiu Radu - Laurențiu Reghecampf - Paulo Rink - Timo Rost - Vragel da Silva - Petrik Sander - Silvio Schröter - Jörg Schwanke | - Marko Topić - Gerhard Tremmel - Fabio Viteritti - Witold Wawrzyczek |

## Spielerrekorde
Nachfolgend sind die Rekordwerte von Spielern des Energie Cottbus aufgelistet (Stand 22. April 2023).
| Spieler          | Nat.                    | Position   | Spiele |
| ---------------- | ----------------------- | ---------- | ------ |
| Detlef Irrgang   | Deutschland             | Sturm      | 385    |
| Tomislav Piplica | Bosnien und Herzegowina | Tor        | 260    |
| Olaf Besser      | Deutschland             | Sturm      | 243    |
| Timo Rost        | Deutschland             | Mittelfeld | 226    |
| Maik Pohland     | Deutschland             | Abwehr     | 225    |
| Ingolf Schneider | Deutschland             | Mittelfeld | 208    |
| Holger Fraedrich | Deutschland             | Mittelfeld | 206    |
| Petrik Sander    | Deutschland             | Sturm      | 203    |
| Holger Fandrich  | Deutschland             | Mittelfeld | 191    |
| Toralf Konetzke  | Deutschland             | Sturm      | 184    |

| Spieler          | Nat.                                     | Position   | Tore |
| ---------------- | ---------------------------------------- | ---------- | ---- |
| Detlef Irrgang   | Deutschland                              | Sturm      | 146  |
| Petrik Sander    | Deutschland                              | Sturm      | 067  |
| Dimitar Rangelov | Bulgarien                                | Sturm      | 051  |
| Toralf Konetzke  | Deutschland                              | Sturm      | 050  |
| Streli Mamba     | Deutschland Kongo Demokratische Republik | Sturm      | 044  |
| Fabio Viteritti  | Deutschland                              | Mittelfeld | 041  |
| Holger Fraedrich | Deutschland                              | Mittelfeld | 040  |
| Nils Petersen    | Deutschland                              | Sturm      | 038  |
| Olaf Besser      | Deutschland                              | Sturm      | 035  |
| Volkmar Kuhlee   | Deutschland                              | Sturm      | 035  |

## Trainerhistorie
Diese Liste bietet eine chronologische Übersicht über alle Trainer des Vereines seit Gründung und entspricht dem Stand 26. Oktober 2024.
| Amtszeit  | Trainer                 |
| --------- | ----------------------- |
| 1963–1965 | Willi Schober           |
| 1965      | Hellmut Trunschke       |
| 1966–1967 | Heinz Frenzel           |
| 1967      | Erich Lüdecke (interim) |
| 1967–1969 | Helmut Beulich          |
| 1969      | Günter Dabow            |
| 1970–1971 | Erich Lüdecke           |
| 1971–1975 | Manfred Kupferschmied   |
| 1976      | Dieter Schulz           |
| 1976–1977 | Claus Kreul             |
| 1978–1980 | Hans-Jürgen Stenzel     |
| 1980–1982 | Dieter Schulz           |

| Amtszeit  | Trainer                   | Spiele | Pkte.-⌀ |
| --------- | ------------------------- | ------ | ------- |
| 1982      | Rudi Speer                |        |         |
| 1982–1984 | Günter Guttmann           | 42     | 1,60    |
| 1984–1990 | Fritz Bohla               | 132    | 1,46    |
| 1990–1991 | Timo Zahnleiter           | 9      | 0,33    |
| 1991–1992 | Hans-Jürgen Stenzel       | 37     | 1,65    |
| 1992–1994 | Ulrich Nikolinski         | 73     | 1,90    |
| 1994–2004 | Eduard Geyer              | 378    | 1,49    |
| 2004–2007 | Petrik Sander             | 97     | 1,28    |
| 2007      | Heiko Weber (interim)     | 1      | 0,00    |
| 2007–2009 | Bojan Prašnikar           | 66     | 1,06    |
| 2009–2011 | Claus-Dieter Wollitz      | 93     | 1,49    |
| 2011      | Markus Feldhoff (interim) | 2      | 0,50    |

| Amtszeit  | Trainer                             | Spiele | Pkte.-⌀ |
| --------- | ----------------------------------- | ------ | ------- |
| 2012–2013 | Rudi Bommer                         | 65     | 1,17    |
| 2013–2014 | Stephan Schmidt                     | 9      | 0,11    |
| 2014      | Jörg Böhme/René Rydlewicz (interim) | 11     | 1,00    |
| 2014–2015 | Stefan Krämer                       | 57     | 1,54    |
| 2015–2016 | Vasile Miriuță                      | 25     | 1,20    |
| 2016–2019 | Claus-Dieter Wollitz                | 156    | 2,00    |
| 2018      | Frank Eulberg (interim)             | 1      | 3,00    |
| 2020      | Sebastian Abt                       | 8      | 0,75    |
| 2020      | Tim Kruse (interim)                 | 3      | 2,00    |
| 2020–2021 | Dirk Lottner                        | 9      | 2,00    |
| 2021      | Damir Agovic (interim)              | 1      | 0,00    |
| 2021–     | Claus-Dieter Wollitz                | 136 1  | 2,08    |

## Präsidentenhistorie
| Amtszeit  | Präsident        |
| --------- | ---------------- |
| 1990–1991 | Ulrich Wagner    |
| 1991–1993 | Ulrich Birke     |
| 1993–1995 | Dieter Krein     |
| 1995–1996 | Gerhard Kaiser   |
| 1996–2005 | Dieter Krein     |
| 2005–2006 | Michael Stein    |
| 2006–2014 | Ulrich Lepsch    |
| 2014–2016 | Wolfgang Neubert |
| 2016–2018 | Michael Wahlich  |
| 2019      | Werner Fahle     |
| 2020      | Matthias Auth    |
| seit 2020 | Sebastian Lemke  |

## Futsal
Der Verein verfügt auch über eine Futsal-Abteilung und wurde 2025 nach einer 6:4 Niederlage nach Elfmeterschießen  gegen den HSC Hannover Vizemeister in der Klasse der C-Jugend

## Vereinswappenhistorie

SC Cottbus, 1963–1966
1966 und 2025/26
BSG / FC Energie Cottbus seit 1966

## Stadion

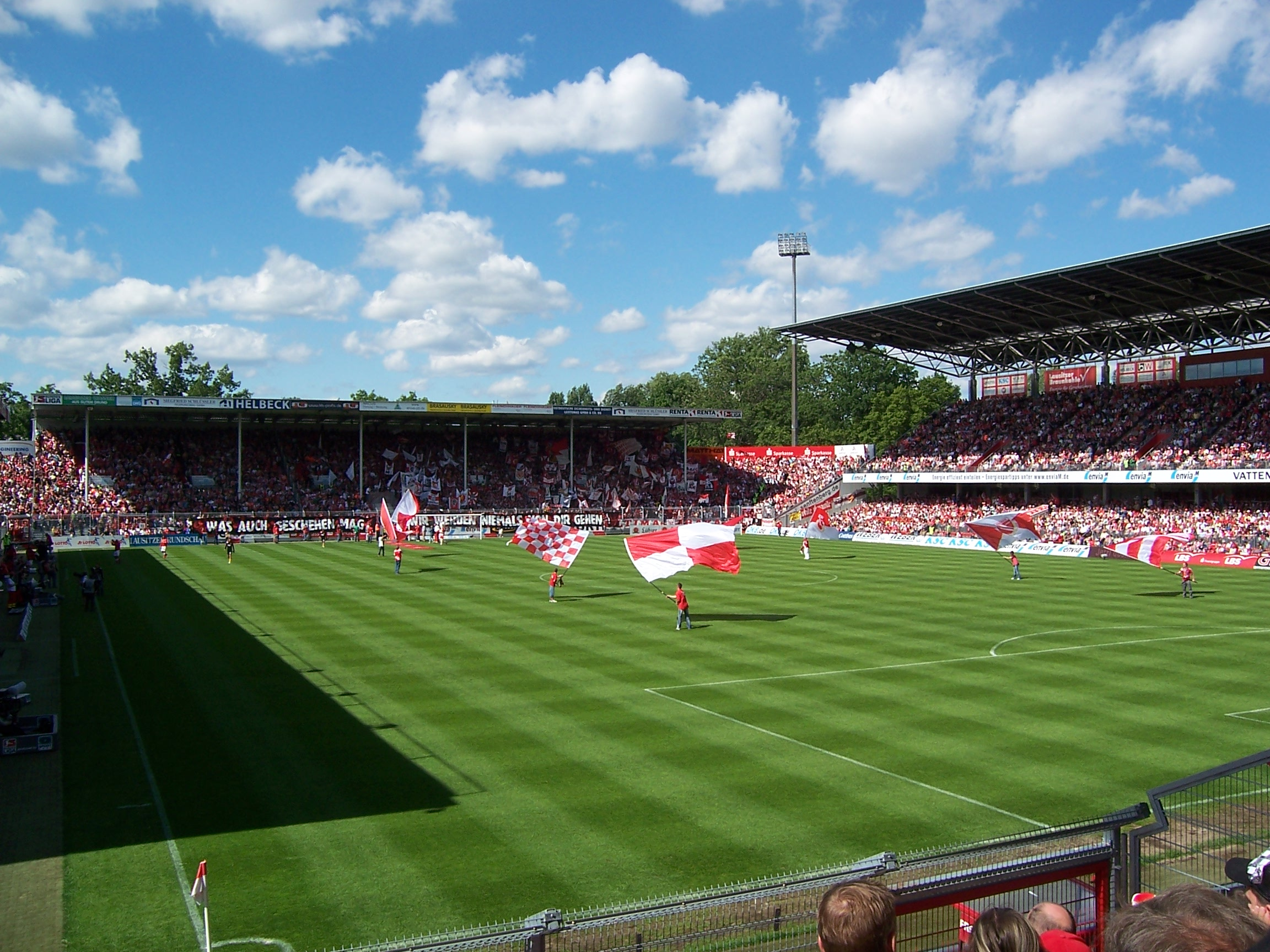
LEAG Energie Stadion

Der FC Energie trägt seine Spiele im LEAG Energie Stadion in Cottbus aus. Bis zum Jahr 2023 trug das Stadion den Namen Stadion der Freundschaft.
Insgesamt fasst das Stadion 22.528 Zuschauer (davon 10.949 überdachte Sitzplätze, 7.795 überdachte und 3.630 nicht überdachte Stehplätze sowie 154 Plätze für Rollstuhlfahrer). Der Zuschauerschnitt in der Saison 2008/09 lag bei 16.708 Zuschauern. Nach Umbauten in den Jahren 2007 und 2008 entstand erstmals eine komplett geschlossene Fußball-Arena.
Die Stehplatztribüne „Nordwand“ ist die Heimat der lautstarken Vereinsanhänger und umfasst die Blöcke G, H und I. Im Spielbetrieb in der Regionalliga Nordost öffnet der Verein die Tribünen Nordwand und Westtribüne, den Gästebereich auf der Südtribüne und einen Bereich für körperlich Beeinträchtigte im Unterrang der Osttribüne.
Zum 1. Juli 2011 erwarb der FC Energie Cottbus das Stadion für rund 1,95 Millionen Euro von der Stadt Cottbus. Im Jahr 2023 erwarb der Energieversorger und Vereinssponsor LEAG zunächst bis 2026 die Namensrechte am Stadion der Freundschaft, das im Zuge dessen seit dem 16. Dezember 2023 den Namen LEAG Energie Stadion trägt.

## Trainingsgelände
Für das Training der Profimannschaft wird hauptsächlich das Trainingsgelände im Eliaspark oder die Sportanlage in der Parzellenstraße genutzt. Beide Anlagen befinden sich im direkten Umfeld zum Stadion der Freundschaft sowie zur Geschäftsstelle des FC Energie.
In der Winterpause der Saison 2007/08 wurde das Trainingsgelände im Eliaspark erweitert und modernisiert. Innerhalb weniger Wochen Bauzeit wurde das Spielfeld vergrößert und mit einer Rasenheizung ausgestattet. Zudem erhielt das Trainingsgelände eine Flutlichtanlage und neue Ballfangzäune. Seit dem April 2008 steht dem FC Energie Cottbus auch die neue Sport- und Freizeitanlage in der Parzellenstraße als zusätzliche Trainingsstätte zur Verfügung. Die Anlage verfügt neben einem Fußball-Naturrasenfeld über eine Torwart-Trainingsfläche und wird auch von anderen Vereinen der Stadt Cottbus genutzt. Im November 2009 wurde die modernisierte Sportanlage am Priorgraben mit einem Natur- und Kunstrasenfeld eröffnet. Das Gelände wird vor allem von den Nachwuchsmannschaften des FC Energie Cottbus als Trainings- und Spielstätte genutzt.

## Fankultur

### Freundschaften und Rivalitäten

#### Rivalität der Vereine im Osten Deutschlands
Es gibt Rivalitäten mit anderen Vereinen aus dem Osten Deutschlands, insbesondere mit BFC Dynamo, Dynamo Dresden, Hansa Rostock und Hertha BSC. Der Grund für diese Rivalitäten ist nicht aus besonderen Vorkommnissen begründet, sondern beruht eher auf dem Anspruch der verschiedenen Teams, die Nummer eins im Osten zu sein. Gerade die Spiele gegen die erste und zweite Mannschaft von Hertha BSC sind von besonderer Brisanz geprägt. So kam es im März 2001 bei einer Partie zu schweren Ausschreitungen durch Hertha-Fans im Gästeblock, im Anschluss wurde sogar ein Anschlag mit einem Molotowcocktail auf das Haus des damaligen Mannschaftskapitäns Christian Beeck verübt.

#### VfB Stuttgart
Einige Fans des FCE pflegen eine Fan-Freundschaft mit den Anhängern des VfB Stuttgart. Die ersten Freundschaften bildeten sich im DFB-Pokal 1996/97, als die damalige Regionalliga-Mannschaft aus Cottbus völlig überraschend bis ins Finale vordringen konnte. Dort unterlag man zwar dem VfB Stuttgart mit 2:0 (1:0), aber trotzdem wurde die Finalteilnahme ausgiebig mit den Stuttgartern gefeiert. Die Freundschaft verstärkte sich am letzten Spieltag der Bundesliga-Saison 2002/03, als das bereits abgestiegene Team aus Cottbus ein Unentschieden bei Borussia Dortmund erringen konnte. Mit diesem unerwarteten Ergebnis konnte der VfB Stuttgart auf Platz zwei der Abschlusstabelle vorrücken und qualifizierte sich somit direkt für die Champions League. Außerdem wurde der VfB Stuttgart durch einen 2:1-Sieg gegen Energie Cottbus am letzten Spieltag der Bundesliga-Saison 2006/07 Deutscher Meister.

#### 1. FC Union Berlin
Teilweise schon seit vielen Jahren, verstärkt aber seit dem Aufstieg der Berliner in den Profifußball, pflegen Anhänger und vereinzelte Ultra-Gruppen vom 1. FC Union Berlin einen herzlichen Kontakt zu den Cottbusern. Diese Freundschaft begründet sich zum einen in der Tatsache, dass beiden Vereinen in der DDR mehrfach das gleiche Unglück widerfuhr, überdurchschnittliche Spieler zu größeren, vom Staat und seinen Funktionären übermäßig geförderten Vereinen wie dem BFC Dynamo delegieren zu müssen, was der eigenen Entwicklung abträglich war. Dieses Außenseiter-Image wird vor allem in den Spielen gegen die heute von den Fans beider Vereine gleichermaßen ungeliebte Hertha BSC inszeniert. Ein zweiter Grund für die gegenseitige Sympathie der Anhänger beider Vereine ist der sowohl in Berlin-Köpenick als auch in Cottbus als Publikumsliebling anerkannte Torsten Mattuschka. Der legendäre Mittelfeldspieler, der aus Cottbus stammt, erlebte beim FC Energie seine Anfänge im Profifußballbereich und spielte anschließend neun Jahre lang erfolgreich für den 1. FC Union, bevor er 2014 wieder nach Cottbus zurückwechselte. Als eine der schillernden Figuren und herausragenden Fußballpersönlichkeiten aller Zeiten bei beiden Vereinen war und ist Mattuschka die allseits beliebte fußballerische Identifikationsfigur der Region Ost-Berlin/Brandenburg.

#### Sonstige
Im Spiel gegen den VfL Osnabrück am 13. März 2011 zog sich der Osnabrücker Angreifer Flamur Kastrati bei einem Zweikampf mit Markus Brzenska eine schwere Verletzung im Nacken zu. Kastrati musste mehrmals wiederbelebt werden und wurde daraufhin zur weiteren Behandlung in das Cottbuser Carl-Thiem-Klinikum transportiert. Der Schiedsrichter der Partie pfiff das Spiel jedoch nicht ab, obwohl beide Kapitäne darum gebeten hatten, da nur noch wenige Minuten zu spielen waren. Osnabrück lag zu dem Zeitpunkt mit 0:2 zurück und hätte höchstwahrscheinlich verloren. Beide Mannschaften schlossen eine Art Nichtangriffspakt und spielten sich den Ball nur noch zu. Daraufhin wurde dem FC Energie sowie seinen Fans sogar der Fair-Play-Preis des Verbandes Deutscher Sportjournalisten verliehen. Brzenska wurde vom DFB nicht bestraft, da er den Zweikampf mit Kastrati fair bestritt und die Verletzung unglücklich zustande kam. Die Anhängerschaft beider Mannschaften würdigte die Leistung der Rettungskräfte und das (Nicht-)Spielen der Spieler mit stehenden Ovationen. Flamur Kastrati wurde schon keine drei Wochen nach seiner Verletzung am 1. April 2011 im Spiel gegen den Karlsruher SC wieder eingewechselt. Das Spiel ging 2:2 aus, wobei Kastrati das 1:1 schoss.
Des Weiteren pflegen einige Anhänger der Cottbuser eine Fanfreundschaft mit Ultragruppen des Chemnitzer FC.

### Lieder
Seit 2006 ist das Lied Fußball ist hier vom Projekt Pimp your Hometown die offizielle Vereinshymne. Das Lied wurde von mehreren lokalen Musikgruppen geschrieben und ertönt beim Einmarsch der Spieler in das Stadion. Zuvor war Energie, wir sind da wie noch nie von Die Übeltäter die offizielle Hymne.
Nach der Abstiegssaison 2013/14 schrieb der gebürtige Gubener, aber in Cottbus aufgewachsene Alexander Knappe eine weitere Hymne: Wir kommen auch morgen noch wieder.

### Probleme mit Neonazis in der Ultra-Szene
Obwohl der Verein seit Jahren zahlreiche Initiativen zur Weltoffenheit, Vielfalt und Toleranz unterstützt und sich offen gegen alle Formen von Diskriminierung, Rassismus und Gewalt ausspricht, waren in seiner Ultra-Szene bis Mitte 2017 mehrere rechtsextreme und neonazistische Gruppen lautstark aktiv. So zeigten 2005 die Neonazis von Inferno Cottbus bei einem Gastspiel bei Dynamo Dresden ein antisemitisches Banner. Im April 2017 wurde im Rahmen des Auswärtsspiels beim SV Babelsberg im Block der Fans von Energie Cottbus von Rechtsradikalen mehrfach der Hitlergruß gezeigt und Rufe „Arbeit macht frei, Babelsberg 03“ sowie „Zecken, Zigeuner und Juden“ skandiert. Im Nachgang dieses Spiels distanzierte sich die Vereinsführung des FC Energie auf das Schärfste von diesen Vorkommnissen, sprach von „furchtbaren Umfängen und Ausmaßen“ und kündigte lebenslange Stadionverbote für ermittelte Straftäter und Neonazis an.
Nachdem 2018 der Aufstieg in die 3. Liga geschafft wurde, ließ sich eine Personengruppe mit einer Flagge fotografieren, auf der das Vereinslogo mit einer Ku-Klux-Klan-Referenz kombiniert wurde. Zwei Personen zogen sich zudem Ku-Klux-Klan-Kostüme an. Der Staatsschutz nahm daraufhin die Ermittlungen auf. Die Vereinsführung distanzierte sich von der Aktion und gab bekannt, dass die Darstellungsform „menschenverachtend, abstoßend und in keiner Weise tolerierbar“ sei.

### Initiativen gegen Rechtsextremismus
Der Verein engagiert sich seit 2017 im Aktionsbündnis „Cottbuser Aufbruch“, das sich seit Jahrzehnten gegen Rechtsextremismus in der Region einsetzt. Im November 2021 startete der Verein die Kampagne „ROT-WEISS statt braun“, die regelmäßig bei Heimspielen auf den digitalen Banden zu sehen ist. Die Initiative soll die Position des Vereins gegen Rechtsextremismus und für Toleranz verdeutlichen. Auch innerhalb der Anhängerschaft wird sich gegen Rechtsextremismus positioniert. Die Fangruppe „Energiefans gegen Nazis“ setzt sich für eine tolerante und vielfältige Fankultur beim FC Energie Cottbus ein. Sie engagieren sich gegen rechte Gewalt und rassistische Tendenzen im Stadion.

## Trikotsponsoren
- 1990–1992: Renault
- 1992–1995: Noga Fenster
- 1995–1997: Bautec, Baumaschinenverleih
- 1997–1998: „Natürlich Brandenburg“ pro agro – Verband zur Förderung des ländlichen Raumes in der Region Brandenburg-Berlin e. V.
- 1998–2001: Jacobs, Kaffeeproduzent
- 2001–2009: Envia Mitteldeutsche Energie, Energieversorger
- 2009–2011: Penny, Lebensmittel-Discounter
- 2011–2014: Tropical Islands, Freizeitanbieter
- 2014–2023: IPS Karton.eu GmbH & Co. KG, Verpackungshersteller
- seit 2023: LEAG, Energieversorger